# NGC 999
NGC 999 é uma galáxia espiral barrada (SBa) localizada na direcção da constelação de Andromeda. Possui uma declinação de +41° 40' 16" e uma ascensão recta de 2 horas, 38 minutos e 47,4 segundos.
A galáxia NGC 999 foi descoberta em 8 de Dezembro de 1871 por Édouard Jean-Marie Stephan.